# Heintje Bondo
Hubert Carolus (Huub) van Bijnen ('s-Hertogenbosch, 12 april 1937 – Eindhoven, 12 juli 2016), ook wel bekend onder zijn artiestennaam Hein(tje) Bondo, was een Nederlands stadsfiguur en straatartiest uit Eindhoven.

## Levensloop
Van Bijnen werd geboren in Den Bosch. Door complicaties bij de bevalling liep hij hersenschade op. Hij verbleef van zijn achtste tot zijn dertigste in een tehuis voor verstandelijk gehandicapten en ging hierna begeleid wonen in Eindhoven. Hij woonde in de buurt Het Ven in stadsdeel Strijp.
Als Heintje Bondo trad hij onder meer op als muzikant, levend standbeeld, pantomime-speler en goochelaar. Hij voerde zijn acts doorgaans op in de binnenstad van Eindhoven, vóór de V&D, op de hoek van de Vrijstraat, de Demer en de Rechtestraat.
Cabaretier/acteur Theo Maassen maakte in 2003 de documentaire De onterechte kampioen over Van Bijnen. Hierin wordt hij gevolgd voorafgaand aan en tijdens zijn deelname aan de internationale kampioenschappen 'Living Statue' in Oostende.
In 2009 verscheen er een boek over Van Bijnen getiteld Mijn nieuwe beste vriend, waarvoor schrijver Henk van Straten een jaar lang met hem optrok. Ter promotie van het boek waren Van Bijnen en Van Straten, evenals Theo Maassen (als tafelheer), op 9 december 2009 te gast in het tv-programma De Wereld Draait Door.
De laatste paar jaar van zijn leven was Van Bijnen niet meer in staat als straatartiest op te treden en woonde hij in een zorginstelling in Eindhoven. Aldaar overleed hij in 2016 op 79-jarige leeftijd.